# American Buffalo
American Buffalo er et skuespil fra 1975 af den amerikanske dramatiker David Mamet.

## Handlingen
American Buffalo er en sort svindlerkomedie om småhustlerne Don og Teach, der sammen med Dons håndlanger Bob, planlægger at stjæle en sjælden amerikansk mønt med bøffelmotiv tilbage fra en møntsamler, der har fundet den lidt for billigt i en rodekasse i Dons marskandiserbutik. Men udsigten til den store gevinst sætter venskaberne på prøve, og snart ved ingen af dem, hvem de kan stole på, og hvem der egentlig snyder hvem.

## Urpremiere
American Buffalo havde urpremiere på Goodman Theatre i Chicago d. 23. november 1975. Forestillingen blev instrueret af Gregory Mosher. 
Rollebesætningen:
- Bernard Erhard i rollen som Teach
- J.J. Johnston i rollen som Don
- William H. Macy  i rollen som Bob

## Danske opsætninger
American Buffalo havde danmarkspremiere d. 25. september 1977 på Bristol Music Centers Teater i København. Det var samtidigt stykkets europæiske premiere. Forestillingen blev instrueret af Lily Weiding. Skuespillet var oversat af Mogens Lyhne-Christensen.
Rollebesætningen:
- Morten Grunwald i rollen som Teach
- Ove Sprogøe i rollen som Don
- Esper Hagen i rollen som Bob

Den 3. april 2002 havde American Buffalo premiere på Entré Scenen i Århus. Forestillingen var produceret af teatergruppen Von Baden. For instruktionen stod Morten Lundgaard. Skuespillet var oversat af Henrik Vestergaard. 
Rollebesætningen:
- Frederik Meldal Nørgaard i rollen som Doktor (Teach)
- Henrik Vestergaard  i rollen som Lasse (Don)
- Anders Brink Madsen i rollen som Kalle (Bob)

## Filmatisering
American Buffalo blev filmatiseret i 1996 med bl.a. Dennis Franz (Don) og Dustin Hoffman (Teach).